# Waiting for Cousteau
Waiting for Cousteau (Franse titel: En Attendant Cousteau) is een album uit 1990 van Jean-Michel Jarre, zijn zevende reguliere studioalbum. Het album was opgedragen aan Jacques-Yves Cousteau en werd uitgebracht op zijn 80ste verjaardag op 11 juni 1990. AllMusic omschreef het album als "baanbrekend spul", vanwege de extreme stilistische verschillen met zijn andere albums.

De muziek werd kort daarna ook volledig live uitgevoerd voor de 200ste verjaardag van de Franse nationale feestdag op 14 juli 1990 in La Défense in Parijs tijdens het concert getiteld Paris La Defense.

## Track listing
All tracks composed by Jean-Michel Jarre.

### CDeditie
| Nr. | Titel                                        | Duur  |
| --- | -------------------------------------------- | ----- |
| 1.  | Calypso Part 1                               | 8:24  |
| 2.  | Calypso Part 2                               | 7:10  |
| 3.  | Calypso Part 3 (Fin de Siècle)               | 6:28  |
| 4.  | Waiting for Cousteau (En attendant Cousteau) | 46:55 |

### LPeditie
| Nr. | Titel                          | Duur |
| --- | ------------------------------ | ---- |
| 1.  | Calypso Part 1                 | 8:24 |
| 2.  | Calypso Part 2                 | 7:10 |
| 3.  | Calypso Part 3 (Fin de Siècle) | 6:28 |

| Nr. | Titel                                        | Duur  |
| --- | -------------------------------------------- | ----- |
| 1.  | Waiting for Cousteau (En attendant Cousteau) | 22:00 |

## Personeel
- Jean-Michel Jarre – Keyboards
- The Amoco Renegades – Steeldrums
- Guy Delacroix – Basgitaar
- Christophe Deschamps – Drums
- Michel Geiss – Keyboards
- Dominique Perrier – Keyboards

## Instrumentenlijst
- Roland D-50
- Korg DSM-1
- Eminent 310U
- ARP 2600
- EMS Synthi AKS
- EMS VCS3
- Farfisa Professional Organ
- Mellotron
- RMI Harmonic Synthesizer
- EKO Computerthythm